# Croix-Caluyau
Croix-Caluyau település Franciaországban, Nord megyében. Lakosainak száma 237 fő (2022. január 1.). Croix-Caluyau Vendegies-au-Bois, Bousies és Forest-en-Cambrésis községekkel határos.

## Népesség
A település népességének változása:
| Lakosok száma | 256  | 261  | 263  | 257  | 252  | 247  | 244  | 239  | 237  |
|               | 2013 | 2015 | 2016 | 2017 | 2018 | 2019 | 2020 | 2021 | 2022 |